# Personer i Artemis Fowl serien
Dette er en liste over personer i Eoin Colfers (udtales Owen) Artemis Fowl (serie).

## Mennesker
- Fowl familien
  - Artemis Fowl II
  - Angeline Fowl
  - Artemis Fowl, Sr.

- Domovoi Butler

- Juliet Butler

- Minerva Paradizo

- Jon Spiro

- Arno Blunt

- Billy Kong

## Folket
- NIS (det nedre imperiums sikkerhedspoliti)
  - Holly Short
  - Foaly
  - Julius Root
  - Ark Sool
  - Chix Verbil
  - Grub Kelp
  - Briar Cudgeon
  - Problem Kelp

- Vinyáya

- Smulder Muldwerfer

- Jerbal Argon

- Opal Koboi

- Dæmoner:
  - Nr. 1
  - Qwan
  - Qweffor
  - Leon Abbot